# 唐普勒拉吉永
唐普勒拉吉永（法語：Temple-Laguyon，法語發音：[tɑ̃pl laɡɥijɔ̃]）是法国多尔多涅省的一个市镇，位于该省东部偏北，属于萨拉拉卡内达区。

## 地理
唐普勒拉吉永（45°14'2"N, 1°6'0"E）面积2.94 平方千米，位于法国新阿基坦大区多爾多涅省，该省份为法国西南部内陆省份，是法國本土面积第三大的省，大致对应佩里戈尔地区，北起顺时针与夏朗德省、上维埃纳省、科雷兹省、洛特省、洛特-加龙省、吉倫特省和滨海夏朗德省接壤。
与唐普勒拉吉永接壤的市镇（或旧市镇、城区）包括：欧特福尔、格朗日当斯、圣奥尔斯。

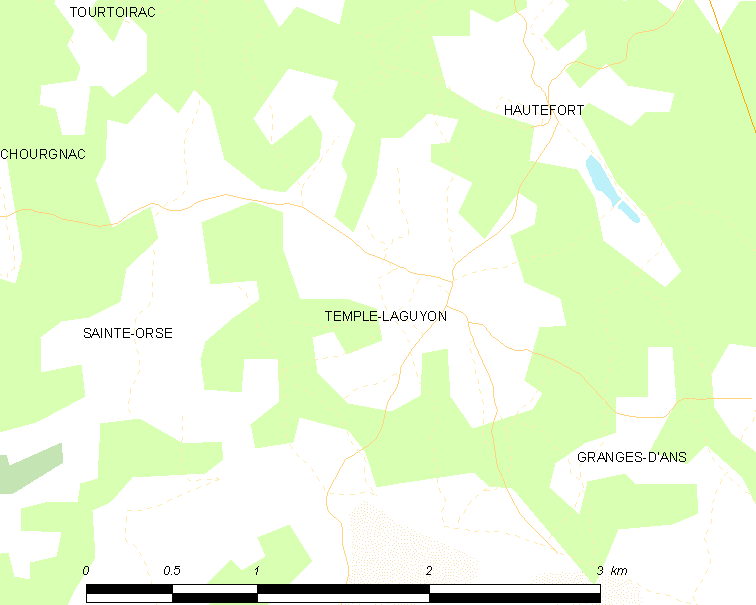
唐普勒拉吉永的OSM定位图

唐普勒拉吉永的时区为UTC+01:00、UTC+02:00（夏令时）。

## 行政
唐普勒拉吉永的邮政编码为24390，INSEE市镇编码为24546。

## 政治
唐普勒拉吉永所属的省级选区为上黑色佩里戈尔县。

## 人口

1962-2008年间唐普勒拉吉永人口变化图示

唐普勒拉吉永于2022年1月1日时的人口数量为35人。